# 선보양
선보양(중국어 정체자: 沈伯洋, 병음: Shěn Bóyáng, 한자음: 심백양, 1982년 6월 7일~)은 중화민국의 정치인이다. 2024년 비례대포의 입법위원으로 당선되었다.